# Biometrika
La rivista britannica Biometrika venne creata nell'ottobre 1901
per iniziativa di Karl Pearson, Walter Frank Raphael Weldon e Charles Davenport.
Tra i suoi finanziatori vi sono
Francis Galton, tra i suoi editori Karl Pearson.

## Editori
Responsabile editoriale (managing editor)
- 1906-1935: Karl Pearson
- 1935-1965: Egon Pearson
- 1966-1991: David R. Cox
- D. M. Titterington

assistant editor
- 1924-19??: Egon Pearson

Altri editori
- dal 1937: John Wishart